# Grèzes, Lozère
Grèzes är en kommun i departementet Lozère i regionen Occitanien i södra Frankrike. Kommunen ligger i kantonen Marvejols som tillhör arrondissementet Mende. År 2022 hade Grèzes 209 invånare.

## Befolkningsutveckling
Antalet invånare i kommunen Grèzes
| Referens: INSEE |